# Oberriedenberg
Oberriedenberg war eine Gemeinde im Landkreis Bad Brückenau (Unterfranken, Bayern) und ist eine Gemarkung im Landkreis Bad Kissingen.

## Gemarkung
Die Gemarkung Oberriedenberg hat eine Fläche von 11,208 km². Sie ist in 2547 Flurstücke aufgeteilt, die eine durchschnittliche Flurstücksfläche von 4400,37 m² haben. In ihr liegen die Gemeindeteile Neufriedrichsthal und Riedenberg (zum Teil).

## Gemeinde
Ursprünglich wurde nicht zwischen Ober- und Unterriedenberg unterschieden. Es gab nur den Ort Riedenberg. Dieser lag im Fraischbezirk des würzburgischen Amtes Aschach.
Mit dem Gemeindeedikt (frühes 19. Jahrhundert) entstand die Ruralgemeinde Oberriedenberg, zu der Neufriedrichsthal gehörte. Sie unterstand ursprünglich in Verwaltung und Gerichtsbarkeit dem Landgericht Bischofsheim, wurde dann am 30. September 1819 dem Landgericht Brückenau überwiesen. 1830 bestand der Ort aus 72 Wohnhäusern mit 478 Einwohnern, die allesamt katholisch waren. Im Ort gab es eine Filialkirche, eine Schule, eine Mahlmühle und eine Mineralquelle. Im Zuge der Gebietsreform in Bayern wurde die Gemeinde am 1. April 1971 in die neu gebildete Gemeinde Riedenberg eingegliedert.

## Bodendenkmäler
In der Gemarkung Oberriedenberg gibt es zwei Bodendenkmäler:
- mittelalterliche Glashütte
- tntertägige Teile der im Kern frühneuzeitlichen katholischen Kirche St. Martin